# Protonemura microstyla
Protonemura microstyla är en bäcksländeart som beskrevs av Martynov 1928. Protonemura microstyla ingår i släktet Protonemura och familjen kryssbäcksländor. Inga underarter finns listade i Catalogue of Life.